# Spixov guan
Spixov guan (lat. Penelope jacquacu) je vrsta ptice iz roda Penelope, porodice Cracidae. Živi u Boliviji, Brazilu, Kolumbiji, Ekvadoru, Gvajani, Peruu i Venecueli. Prirodna staništa su joj suptropske i tropske vlažne nizinske šume.
Duga je 66-89 centimetara, a teška je 1.15 do 1.7 kilograma. Perje na tijelu je smeđe do maslinaste boje. Vrat je crn, a grlo je crvene boje.  
Ima četiri podvrste. To su:
- Penelope jacquacu granti - južni dio Venecuele do Gvajana i sjeverni dio brazilske Amazonije.
- Penelope jacquacu orienticola - jugoistočna Venecuela i sjeverozapad Brazila
- Penelope jacquacu jacquacu - istok Kolumbije sve do Bolivije i neka područja brazilskog dijela Amazonije
- Penelope jacquacu speciosa - istočna Bolivija

## Vanjske poveznice
- Rodríguez Mahecha, J.V, Hughes, N., Nieto, O. & Franco, A.M. (2005). Paujiles, Pavones, Pavas & Guacharacas. Bogotá: Conservación Internacional.
- www.birds.cornell.edu